# Chukhrovite-(Ca)
La chukhrovite-(Ca) (simbolo IMA: Chk-Ca) è un raro minerale del gruppo della chukhrovite appartenente alla famiglia degli "alogenuri"; la sua composizione chimica è Ca3Ca1,5Al2(SO4)F13 • 12H2O.

## Etimologia e storia
La chukhrovite-(Ca) è stata chiamata in questo modo nel 2011 da P. Vignola e collaboratori in onore del mineralogista russo Fëdor Vasil'evič Čuchrov e per essere l'analogo del calcio della chukhrovite-(Ce).
Il campione tipo è conservato presso il "Museo civico di storia naturale di Milano" in Italia, con il numero di catalogo M37901 e presso il laboratorio di mineralogia dell'Università di Liegi in Belgio, con il numero di catalogo 20383.

## Classificazione
Essendo stata riconosciuta dall'Associazione Mineralogica Internazionale (IMA) come specie minerale indipendente nel 2010, la chukhrovite-(Ca) non è presente nella classica nona edizione della sistematica dei minerali di Strunz, che è stata aggiornata dall'IMA fino al 2009.
Naturalmente compare nell'edizione successiva, proseguita dal database "mindat.org" e chiamata Classificazione Strunz-mindat, dove la chukhrovite-(Ca) è elencata nella classe "3. Alogeni" e nella sottoclasse "3.C Alogeni complessi"; qui è nella sezione "3.CG Alluminofluoruri con CO3, SO4, PO4" dove è l'unico membro del sistema nº 3.CG.3.CG.
Nella Sistematica dei lapis (Lapis-Systematik) di Stefan Weiß, che è stata aggiornata fino al 2018, la chukhrovite-(Ca) è elencata nella classe degli "alogenuri (fluoruri, cloruri, bromuri, ioduri)" e nella sottoclasse degli "alogenuri doppi (principalmente con OH,H2O)"; qui è nella sezione dei "fluoruri" dove forma il sistema nº III/C.01 insieme ad acuminite, artroeite, chukhrovite-(Ce), chukhrovite-(Nd), chukhrovite-(Y), creedite, gearksutite, jakobssonite, leonardsenite, meniaylovite e tikhonenkovite.

## Abito cristallino
La chukhrovite-(Ca) cristallizza nel sistema cubico nel gruppo spaziale Fd3 (gruppo nº 203) con la costante di reticolo a = 16,749(1) Å, oltre ad avere 8 unità di formula per cella unitaria.

## Origine e giacitura
La chukhrovite-(Ca) si forma dalla cristallizzazione idrotermale a bassa temperatura sulle superfici di fratture che tagliano trasversalmente una vena di marcasite e fluorite contenente terre rare.
La chukhrovite-(Ca) è un minerale molto raro ed è stato trovato solo in pochi siti: la sua località tipo è la miniera di "Val Cavallizza" presso Cuasso al Monte (in Lombardia, Italia); sempre in Italia è stata trovata anche nella miniera di "Valvassera" in Valganna (Lombardia).
Altri luoghi di ritrovamento sono la miniera n 132 "Christiana" nel distretto minerario di Laurio (Grecia), la miniera "Uranus" presso Annaberg-Buchholz (in Sassonia, Germania) e presso Guttaring (in Carinzia, Austria).

## Forma in cui si presenta in natura
La chukhrovite-(Ca) forma cristalli ottaedrici affilati, di dimensioni fino a 150 μm.
Sono di aspetto da trasparente a traslucido, con lucentezza vitrea; sono incolori o bianchi e il colore del loro striscio è bianco.